# ایالت جوهر
جوهُر (ملقب به جوهر دارالتعظیم) ایالتی واقع در کشور مالزی است. مرکز این ایالت شهر جوهر بهرو است.
جوهر یکی از ایالت‌ها و قلمروهای فدرال مالزی در جنوب شبه‌جزیره مالایی است. این ایالت با پاهانگ، ایالت ملاکا و نگری سمبیلان در شمال هم‌مرز است. جوهر با سنگاپور در جنوب و اندونزی در غرب و شرق مرز دریایی دارد. جمعیت این ایالت در سال ۲۰۲۰ حدود ۴٫۰۱ میلیون نفر بود که آن را به دومین ایالت پرجمعیت مالزی تبدیل می‌کند. جوهر بهرو پایتخت و مرکز اقتصادی ایالت، کوتا اسکندر مرکز اداری ایالت و موار پایتخت سلطنتی است.
اقتصاد جوهر عمدتاً بر پایه خدمات و تولید صنعتی است. تولید ناخالص داخلی این ایالت در کنار سلانگور و کوالا لامپور جزو سه ایالت برتر مالزی است. جوهر امروزه همچنان بزرگ‌ترین سهم را در تجارت بین تمام ایالت‌های مالزی دارد. این ایالت همچنین یک قطب لجستیکی مهم در مالزی است و بندر تانجونگ پلپاس، پانزدهمین بندر شلوغ جهان، در آن قرار دارد. جوهر بهرو همچنین یکی از شهرهای لنگرگاهی منطقه توسعه اسکندر مالزی است که بخش زیادی از جنوب جوهر را شامل می‌شود و بزرگ‌ترین منطقه ویژه اقتصادی کشور از نظر ارزش سرمایه‌گذاری است.
جوهر از نظر قومیت، فرهنگ و زبان تنوع بالایی دارد. این ایالت به خاطر رقص‌های سنتی زاپین و کودا کپانگ معروف است. رئیس ایالت، سلطان جوهر و رئیس دولت، وزیر اعظم جوهر نامیده می‌شود. نظام حکومتی این ایالت به‌طور کامل از نظام وست‌مینستر الگوبرداری شده‌است و اداره ایالت به بخش‌های اداری تقسیم می‌شود. اسلام دین رسمی ایالت طبق قانون اساسی ۱۸۹۵ جوهر است، اما پیروی از سایر ادیان آزاد است. مالایی مالزیایی زبان رسمی ایالت است. جوهر دارای جنگل‌های بارانی استوایی بسیار متنوع و اقلیم جنگل‌های بارانی گرمسیری است. این ایالت در دامنه‌های جنوبی تپه‌های تناسریم واقع شده‌است و تک‌صخره‌ها و توده‌کوه‌ها بر منظره دشت ایالت غالب هستند و کوه لدانگ بلندترین نقطه آن است.

## ریشهٔ نام

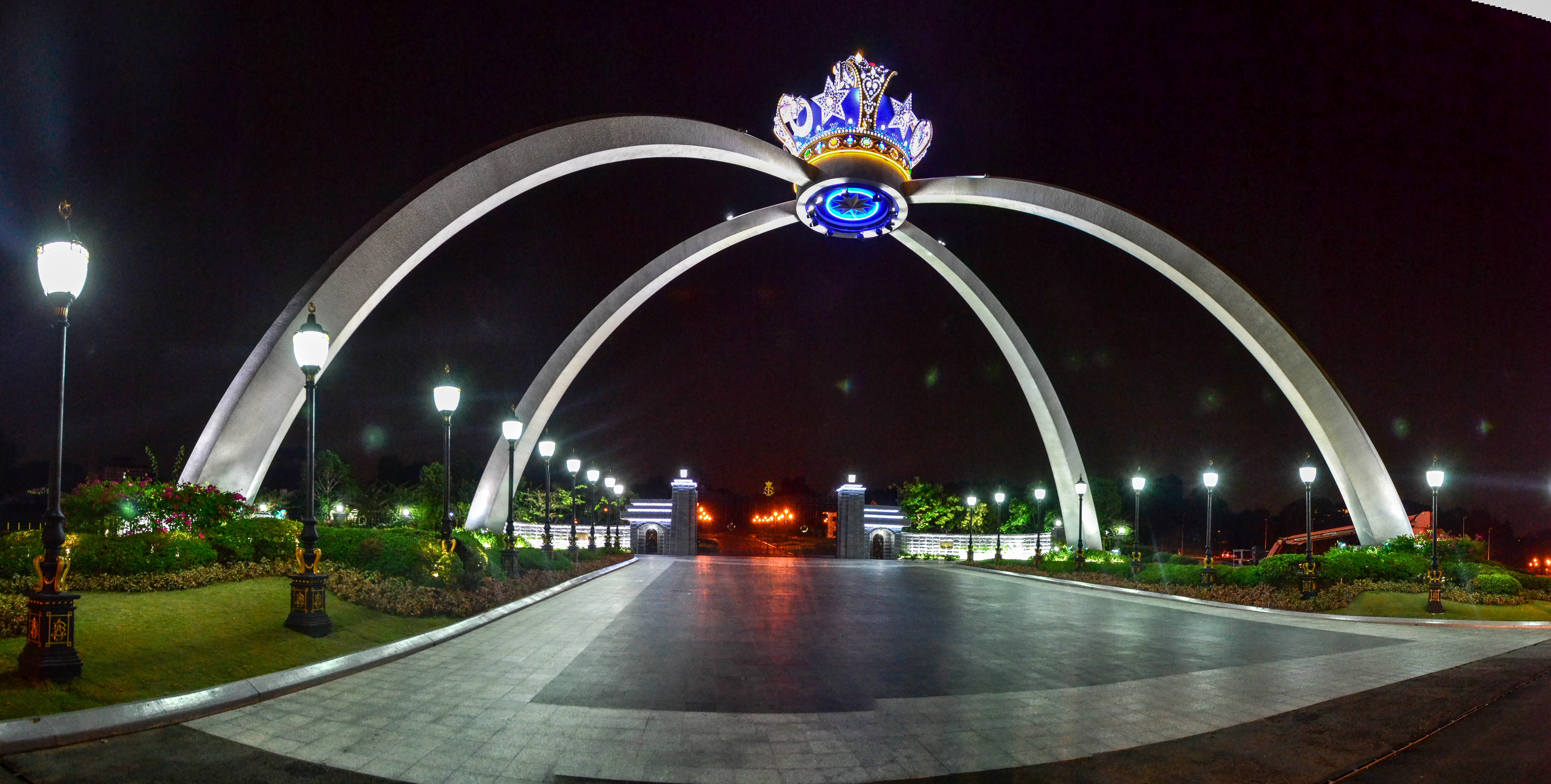
تاج سلطنتی در ایستانا بوکیت سِرِنه، جوهر، به نام «گوهر»

ساکنان شمالی سیام این منطقه را برای اولین بار با عنوان «گانگانو» یا «گانگایو» (گنجینه جواهرات) می‌شناختند. این نام‌گذاری به دلیل فراوانی گوهرسنگ‌ها در نزدیکی رودخانه جوهر بوده‌است. بازرگانان عرب این منطقه را جَوْهَر (به عربی: جوهر، به انگلیسی: jauhar) می‌نامیدند. این واژه از واژه فارسی گوهر وام گرفته شده‌است که به معنی «سنگ قیمتی» یا «جواهر» می‌باشد. از آنجایی که مردم محلی تلفظ کلمه عربی را در گویش خود دشوار می‌دیدند، این نام بعدها به «جوهُر» تبدیل شد.
از سوی دیگر، در متن حماسی جاوه‌ای کهن با عنوان ناگاراکرتاگاما، این منطقه اوجونگ مِدینی ("پایان زمین") نامیده شده‌است، زیرا این منطقه جنوبی‌ترین نقطه هندوچین می‌باشد. نام دیگری نیز وجود دارد که از طریق نویسنده پرتغالی مانوئل گوینیو د اردیا به سفر مارکو پولو به اوجونگ تاناه (پایان شبه جزیره مالایا) در سال ۱۲۹۲ اشاره می‌کند. هردو نام اوجونگ مدینی و اوجونگ تاناه از پیش از بنیان‌گذرای سلطنت ملاکا وجود داشته‌اند. در طول زمان، چندین نام دیگر نیز به‌طور همزمان به کار رفته‌است، از جمله گالوه، لنگیو و ووراواری.
جوهر همچنین با لقب افتخاری عربی خود به نام دارالتعظیم به معنای «خانه عزت» شناخته می‌شود.